# Kilifi
Kilifi – nadbrzeżne miasto w Kenii, nad zatoką Kilifi u ujścia rzeki Goshi. Stolica hrabstwa Kilifi. Według danych z 2019 roku liczy 74 270 mieszkańców.